# Emilio Rodríguez (piłkarz)
Miguel Emilio „Emi” Rodríguez Macías (ur. 21 kwietnia 2003 w Querétaro) – meksykański piłkarz występujący na pozycji skrzydłowego, bocznego pomocnika lub lewego obrońcy, od 2025 roku zawodnik Pachuki.